# Adolf Norell
Adolf Norell (i riksdagen kallad Norell i Örslösa), född 4 oktober 1880 i Örslösa, död där 4 juni 1966, var en svensk lantbrukare och politiker (folkpartist).
Adolf Norell, som kom från en bondefamilj, var lantbrukare på Jonsgården i Örslösa. Han var ledamot i landstingsfullmäktige för Skaraborgs läns landsting 1919-1950 och var även riksdagsledamot i andra kammaren 1936 för Skaraborgs läns valkrets. I riksdagen var han suppleant i andra kammarens femte tillfälliga utskott.